# Дни Кракена
«Дни Кра́кена» — незаконченная повесть, над которой в 1962—1963 годах работал советский писатель Аркадий Стругацкий. Работа по ряду причин прервалась, когда было готово около одной трети (или половины) текста; рукописи представляют как минимум три редакции повести. Брат Аркадия, писатель Борис Стругацкий, активно критиковал написанный текст. Объёмные фрагменты рукописей были использованы при написании повестей «Сказка о Тройке» и «Хромая судьба». Впервые ранний вариант «Дней Кракена» был опубликован в составе 11-го тома собрания сочинений Стругацких издательства «Сталкер» (Донецк, 2001); публикация включала 10 глав и подробный сюжетный план. Этот вариант текста неоднократно издавался. В 33-томном полном собрании сочинений впервые опубликованы все три варианта повести.
Сюжетная основа всех трёх вариантов текста более или менее совпадает: японские океанологи прислали в ленинградский институт гигантского кальмара, которого главный герой именует «Кракеном». Руководство привлекает к работам филолога-япониста, которому нужно разобраться со средневековыми материалами по встречам человечества со спрутами. Востоковед погружён в разные жизненные коллизии и восстанавливает отношения с былой возлюбленной, а также противостоит ярой общественной активистке. Действие повести прерывается на моменте первой встречи востоковеда с Кракеном. В намеченном плане работы гигантское древнее головоногое воплощает мертвенную рациональность, чуждую человечности. Поскольку он умеет внушать свои мысли разумным существам, японовед убивает его, ощущая полную чуждость Кракена миру человеческих чувств.

## Содержание
Сюжетообразующая конструкция — гуманизм человека против рационализма спрута. А. Стругацкий настаивал, что повесть должна была стать первым в советской литературе описанием внеполитического конфликта в среде интеллигенции, возможном только в СССР и только после 1956 года. Предварительный вариант сюжета (по письму А. Стругацкого 24 июня 1962 года): японские глубоководники подарили ленинградскому институту гигантского кальмара-архитевтиса длиной без щупалец 20 метров. Консультантом по японским средневековым материалам о кракене приглашают учёного-востоковеда, который уволился из редакции, поскольку там собирались сократить мать-одиночку. Проводя много времени в аквариуме с кальмаром, востоковед понимает, что кракен наделён разумом. Выясняется, что тот пошёл к людям добровольно, узнав у других спрутов, что «у людей кормят лучше».

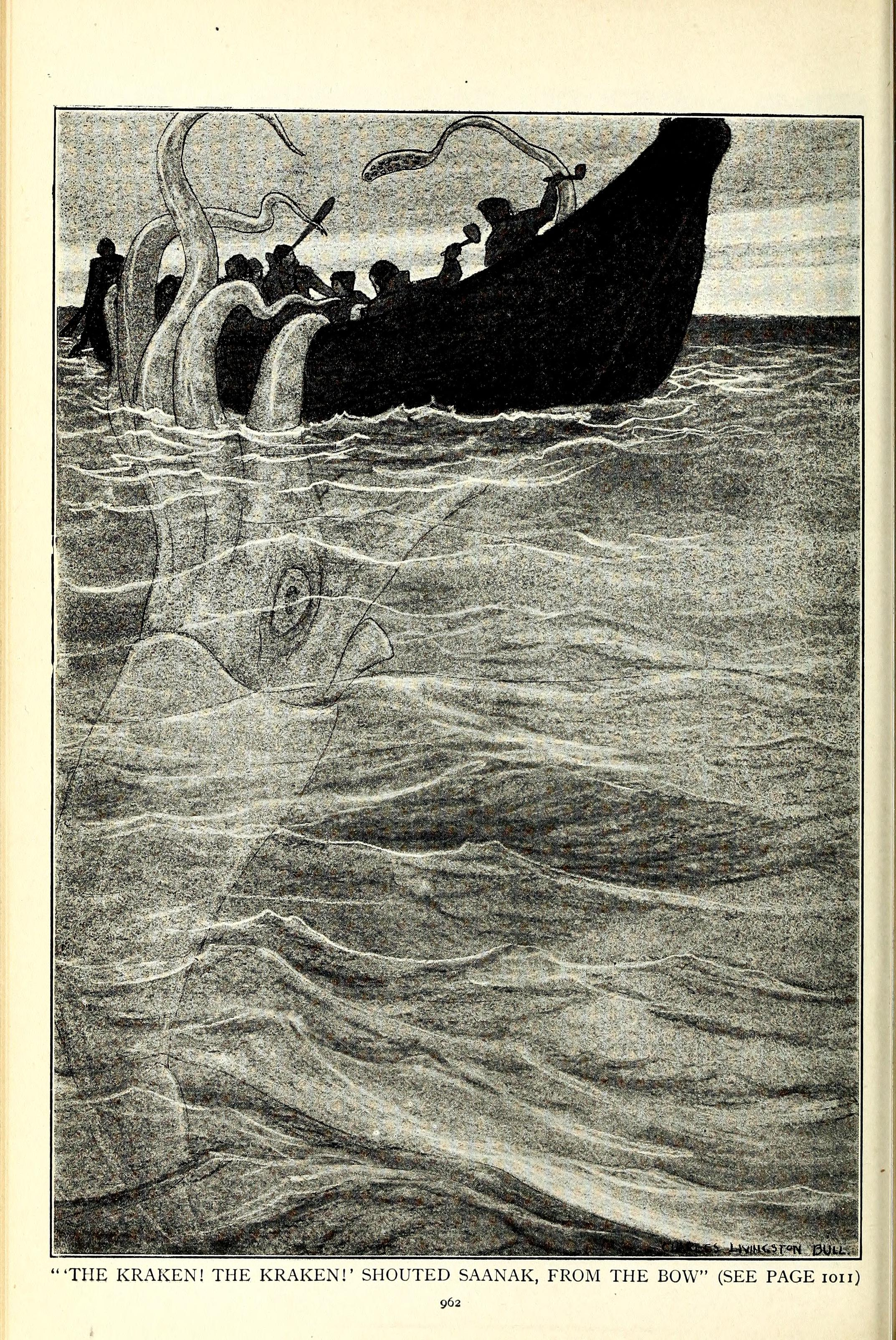
Кракен. Иллюстрация к роману Сковилл, Сэмюэл «Бойскауты на севере, или Голубая жемчужина». Журнал «St. Nicholas», том XLVII, № 11, сентябрь 1920 года

В существующем рукописном варианте главный герой — 37-летний японовед-переводчик Андрей Головин — сражается со скучными японскими текстами и рассуждает о своей не слишком удавшейся жизни. Немалое место занимают описание собранной им домашней библиотеки и рассуждения героя о круге его чтения. Во второй и третьей редакциях Головин именуется капитаном, что, вероятно, связано с его прошлой службой в армии, но главы об этом так и не были написаны. Далее он встречает давнюю возлюбленную Нину и постепенно сходится с нею. Во второй редакции Головин только намеревается встретиться с Ниной и объясниться, а в третьей он женат на Нине, но она к началу действия уехала в отпуск. Действие во всех вариантах обрывается, когда Головин видит Кракена в институтском бассейне и разбирается в японских рукописях, где описаны повадки этих существ.
В законченной части текста основной конфликт строится на противостоянии «чернорабочего мировой культуры» Головина и активистки-общественницы Юли Марецкой — по-видимому, влюблённой в него. Это глубоко несчастная женщина, не сумевшая «отделаться от некоторых ублюдочных принципов, которые ей внушили ещё в школе», и способная доставить неприятности любому человеку, идущему против её убеждений. Головин же, напротив, утверждает, что ничего ужаснее абсолютной и непоколебимой уверенности в собственной правоте, особенно в неумном человеке, вообще быть не может. Но если Марецкая не могла никому причинить по-настоящему серьёзных неприятностей, то впервые увиденный Головиным спрут был «насквозь чужим». В обоих случаях Головин понимает невозможность уступить этим существам «хотя бы незначительную частичку от нашего мира». В результате японист жёстко осаживает Марецкую. На этом завершается оформленный текст. По плану в финале капитан Головин должен был убить спрута: это существо, умеющее влиять на мысли и чувства, внушало ему, что «все усилия так называемых мыслящих интеллигентных людей в конечном счёте служат лишь для мещан».

## История создания и публикации
Как отмечали составители полного собрания сочинений Стругацких С. Бондаренко и В. Казаков, в корпусе произведений братьев «Дни Кракена» стояли особняком. Во-первых, интерес Стругацких к этому проекту в той или иной степени поддерживался два десятка лет — вплоть до начала 1980-х годов, во-вторых, для произведения, доведённого лишь до половины, в архиве уцелело беспрецедентное число подготовительных материалов: три редакции, содержащие, соответственно, 10, 11 и 11 глав. Каждая последующая редакция содержит многочисленные изменения сюжетных линий, стилистики и манеры повествования.
По воспоминаниям Бориса Стругацкого, Аркадий Стругацкий с юных лет интересовался крупными головоногими. Первый сохранившийся рассказ А. Стругацкого — «Как погиб Канг» (1946) — включает эпизод охоты крупного морского хищника на гигантского кальмара. Эта тематика была отражена также в нескольких главах утопической повести «Полдень, XXII век». Первые упоминания нового сюжета содержатся в письме Аркадия Стругацкого от 12 мая 1962 года, где шла речь о некоем чрезвычайно долгоживущем спруте, который предстаёт как «апофеоз эгоизма и индивидуализма», как «чистый разум, лишённый характерных для высших животных эмоций — жалости, радости, горя и т. д.» Главная идея будущей повести определялась так: «Спор: что победит — эмоция или чистый разум, или они будут развиваться одновременно и сольются в конечном итоге в гармоничное целое». Предполагалось, что всё это будет разворачиваться на фоне приключений героев — участников океанографической экспедиции.
Летом и осенью 1962 года Аркадий Стругацкий много читал научную литературу о головоногих (при этом помощь с зарубежными изданиями оказал И. А. Ефремов) и развернул сюжет в другом направлении: японские океанологи подарили советским коллегам «гигантского кальмара-архитефтиса», а основные события теперь происходили в ленинградском институте. Обозначены и новые персонажи, особенно главный герой-востоковед, волею судеб вовлечённый в историю с Кракеном. А. Н. Стругацкий желал добиться уэллсовского слияния бытовой и фантастической литературы. К октябрю относятся подробные сюжетные планы и первые наброски текста. Главный герой по фамилии Майский переводил повесть Санъютэя Энтё «Пионовый фонарь» (как и сам Аркадий Стругацкий в то время), пока названную своим именем. В последующих вариантах имя японского писателя поменялось на Банъютэй, а книга стала называться «Призрак с хризантемой». Развёрнутый план был представлен Борису Стругацкому в ноябре 1962 года. Повесть условно именовалась «Кракен и меч», обсуждалась соавторами в письмах, но затем Борис Стругацкий высказал ряд серьёзных замечаний и братья переключились на «Далёкую Радугу». К систематической работе над текстом в январе 1963 года приступил единолично Аркадий Натанович. Первый вариант «Дней Кракена» в феврале был доведён до десятой главы, и А. Стругацкий немедленно стал перерабатывать уже написанное. Его не устроило изложение от первого лица, и к 11 марта в дневнике упомянуто, что повесть переписана на третье лицо. А. Стругацкий в письме брату 18 марта оценивал готовность текста на одну треть с расстановкой основных линий и героев, но собственно сцены с Кракеном застопорились. К началу рабочей встречи с братом (12 апреля) новый вариант был доведён до одиннадцатой главы, а новый план был расписан только по главам. Данный вариант Борис Натанович подвергнул «разгромной» критике — вероятно, за чрезмерное количество бытовых подробностей, никак не работавших на развитие сюжета. 7 мая Аркадий Натанович сообщал брату, что из 86 страниц текста оставил 61.
Последняя (третья) версия повести была дописана до конца одиннадцатой главы; план последующих глав, вероятно, был признан обоими братьями Стругацкими приемлемым, но работа над повестью прервалась навсегда. Б. Стругацкий в комментарии к публикации 2001 года писал:

Насколько я помню, нас остановили два соображения. Во-первых, общая и очевидная «непроходимость» — то, что мы собирались писать в повести дальше, не годилось ни для «Молодой Гвардии», ни тем более для Детгиза, а писать в стол мы тогда не умели, — во всяком случае, не были ещё готовы. А во-вторых, вещь показалась нам слишком уж «бытовой», мы побоялись впасть в так называемый «бэлпингтонизм-блепскизм» (специально придуманный АБС термин, происходящий от названия романа Уэллса «Бэлпингтон Блепский» и означающий безнадёжную утрату автором сюжетной энергии и живой фантазии при торжестве суконного бытоописательства и унылого реализма).
В последующей переписке «Кракен» упоминался ещё несколько раз. В апреле 1965 года Аркадий Стругацкий предложил синопсис повести для издательского плана «Молодой гвардии» на 1967 год. В заявке сообщалось, что это — повесть «об открытии существования иных форм разумной жизни на Земле». Соавторы даже полагали, что издательская инициатива будет стимулом для дальнейшей работы — может быть, синтеза незавершённого замысла с другими. Примерно такая же ситуация сложилась и к началу 1980-х годов: «Кракен» упоминался в письмах и дневниках. Однако, по выражению С. Бондаренко и В. Казакова, «„точка невозврата“ была уже пройдена». Крупные фрагменты «Дней Кракена» были использованы в «Сказке о Тройке» (сцены со спрутом Спиридоном, включая описания головоногих в японских манускриптах) и «Хромой судьбе» (описание библиотеки главного героя). Даже в повести «Волны гасят ветер» упоминается древний моллюск с убийственным биополем.
Первая публикация законченных глав первого варианта с приложением — первоначальным планом была осуществлена в «чёрном» собрании сочинений издательства «Сталкер» в 2001 году. Этот текст несколько раз печатался в собраниях сочинений и в мягкой обложке в серии «Миры братьев Стругацких». В 33-томном полном собрании сочинений тексты разных редакций и сопутствующие материалы были включены в шестой том, там же состоялась первопубликация третьего варианта.

## Литературные особенности
Биограф Стругацких Ант Скаландис высоко оценивал литературные достоинства «Кракена», утверждая, что в тексте «много… вкусных подробностей московской издательской жизни и московского быта конца 1950-х — начала 1960-х, как изумительно описана работа переводчика с японского!». Согласно его мнению, повесть так никогда и не была завершена из-за отсутствия сюжета. При этом отражённые в переписке братьев идеи «о ненависти к дуракам» и о мещанстве впоследствии так или иначе трансформировались в повести «Хищные вещи века».
Заглавие «Дни Кракена» представляет собой контаминацию названий романов Дж. Уиндема «Кракен пробуждается» (во вступлении к которому помещено стихотворение Теннисона «Кракен») и «День триффидов». Фамилия активистки Юли Марецкой, по предположению Дмитрия Володихина и Геннадия Прашкевича, отсылала к исполнительнице главной роли в фильме «Член правительства» Вере Марецкой. По сюжету фильма, героиня отвергает возлюбленного ради социального служения, что прямо соотносилось с текстом и замыслом «Дней Кракена».
Писатель Цутому Хида, с которым встречается Головин, автор романов «Луна над Малайей» и «Один в пустоте», — аллюзия на японского писателя Нома Хироси и его произведения «Красная луна над Филиппинами» и «Зона пустоты». Когда главный герой «воюет» со средневековым текстом и ругается на скуку современной бытописательной социальной литературы («Она сказала и заплакала. Он сказал и заплакал. И сопля дрожала на кончике его носа»), он цитирует повесть Миямото Юрико «Блаженный Мияда». Большинство средневековых японских манускриптов («Сведения о небесном, земном и человеческом», «Упоминание о тиграх вод», «Свидетельство господина Цугами Ясумицу») и цитат из них были вымышлены Аркадием Стругацким и сконтаминированы с реально существовавшими текстами, упоминаемыми у японских писателей. Описание ненужных предметов, захламляющих комнату Головина, и его рассуждения о профессиональном читателе восходят к рабочим записям Бориса Стругацкого 1961—1962 годов.